# Segunda Sección
Segunda Sección är en ort i Mexiko.   Den ligger i kommunen Coyomeapan och delstaten Puebla, i den sydöstra delen av landet, 260 km sydost om huvudstaden Mexico City. Segunda Sección ligger 2 056 meter över havet och antalet invånare är 680.
Terrängen runt Segunda Sección är kuperad åt nordväst, men åt sydost är den bergig. Runt Segunda Sección är det ganska tätbefolkat, med 72 invånare per kvadratkilometer. Närmaste större samhälle är Coxcatlán, 15,4 km väster om Segunda Sección. I omgivningarna runt Segunda Sección växer i huvudsak blandskog.